# حماسه (پهپاد)

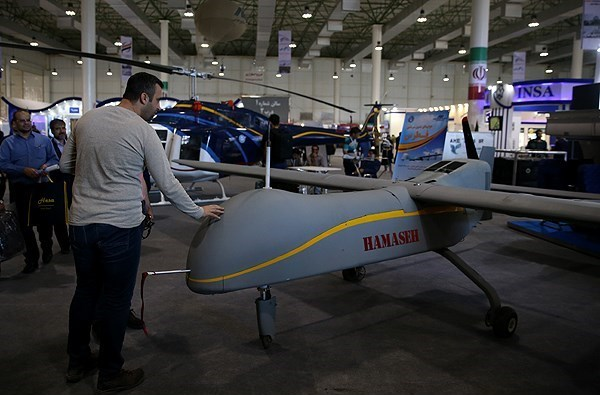
پهپاد حماسه

حماسه یک پهپاد ساخت وزارت دفاع و پشتیبانی نیروهای مسلح جمهوری اسلامی ایران است. از این پهپاد در تاریخ ۱۹ اردیبهشت ۱۳۹۲ و در جریان همایش شهدای وزارت دفاع و با حضور سردار احمد وحیدی رونمایی شد.

## خصوصیات
به گفته وزیر دفاع ایران این پهپاد قادر است شناسایی و مراقبت و حمله به اهداف را با هم انجام دهد. همچنین این پهپاد می‌تواند به انواع راکت‌ها و موشک‌ها مجهز شود و هم به لحاظ دید راداری و هم دید اپتیکی و مدت ماندگاری در هوا از توان بالایی برخوردار است.

## ویژگی‌ها
برجستگی‌های نزدیک دماغه، رادار نصب شده زیر بدنه و دماغه مشهود است.
این پهپاد در ردهٔ پهپاد شاهد-۱۲۹ که دارای مداومت پروازی ۲۴ ساعت است، قرار می‌گیرد.

## تسلیحات
هر چند از حماسه به عنوان یک پهپاد با قابلیت‌های رزمی یاد می‌شود اما هیچ اشاره ای به نوع تسلیحات محمول آن نشده‌است. در مراسم رونمایی از آن زیر هر یک از بال‌ها جایگاه حمل سلاح دیده می‌شد که در هر یک از آنها یک راکت ۱۰۷ میلیمتری نصب شده‌است.
این پهپاد قابلیت حمل بار تا حدود ۴۵ تا ۶۰ کیلوگرم را داراست. همچنین این پهپاد قابلیت نصب موشک‌های ضد زره نیمه سنگین یا موشک‌های هوا به هوا را دارد.